# Nannomys
Nannomys és un subgènere del gènere Mus. Les espècies d'aquest grup són oriündes de l'Àfrica subsahariana, on han viscut des del Pliocè superior i ocupen una gran varietat d'hàbitats. Aquest tàxon és probablement el resultat d'una invasió d'Àfrica per espècies asiàtiques de Mus durant el Pliocè. El grup conté una vintena curta d'espècies.